# Kondi
Kondi is een gemeente (commune) in de regio Timboektoe in Mali. De gemeente telt 3100 inwoners (2009).
De gemeente bestaat uit de volgende plaatsen:
- Dialloubé
- Feindoukeina
- Hougoubibi
- Intalassa
- Kondi
- Kondi-Keina